# Her Awakening (film 1914 Cabanne)
Her Awakening è un cortometraggio muto del 1914 diretto da Christy Cabanne sotto la supervisione di D.W. Griffith.

## Produzione
Il film fu prodotto dalla Majestic Motion Picture Company.

## Distribuzione
Distribuito dalla Mutual, il film - un cortometraggio in due bobine - uscì nelle sale cinematografiche statunitensi il 20 settembre 1914.